# Allium noëanum
Allium noëanum är en amaryllisväxtart som beskrevs av Georges François Reuter och Eduard August von Regel. Allium noëanum ingår i släktet lökar, och familjen amaryllisväxter. Inga underarter finns listade i Catalogue of Life.